# Jacques Fabry
Jacques Fabry, né le 9 décembre 1931 à Villers-Semeuse (Ardennes) et mort le 11 février 2012 à Saint-Denis (Seine-Saint-Denis) est un germaniste et universitaire français, professeur émérite des universités, docteur d'État, spécialiste des courants de pensée mystiques et ésotériques dans l'Allemagne des XVIIIe et XIXe siècles.

## Biographie
En 1963, il est nommé au lycée de Sarcelles (Val-d'Oise) comme professeur titulaire et exerce cette fonction jusqu'en juin 1974. Il obtient ensuite un poste d'assistant en germanistique à l'université Bordeaux III en septembre 1974 et, peu après, celui de maître-assistant. Il soutient en 1976 une thèse de 3e cycle intitulée Le Bernois Friedrich Herbort (1764-1833) et l’ésotérisme chrétien en Suisse à l’époque romantique (Berne, 1983). 
Il quitte Bordeaux en 1986 pour accepter un poste de maître-assistant à l'université de Jussieu (Paris), poste qu'il occupe jusqu'en 1988. Entre-temps il est parvenu à mener à bien une thèse de doctorat d'État, portant sur le théosophe allemand Johann Friedrich von Meyer (1772-1849), soutenue à l'université de Rouen) le 2 juin 1987, et publiée peu après : Le théosophe de Francfort Johann Friedrich von Meyer (1772-1849) et l’ésotérisme en Allemagne au XIXe siècle (Berne, 1989). Jacques Fabry est nommé professeur des universités à l'université de Caen en septembre 1988, fonction qu'il occupera jusqu'à sa retraite en 1996, dirigeant le département de germanistique de cette université.

## Œuvre
Jacques Fabry accomplit sa recherche selon deux voies complémentaires : la germanistique d’une part et l’Histoire des courants ésotériques dans l’Europe moderne et contemporaine, d’autre part. L’université, en effet, reconnaît cette dernière discipline depuis les années 1960. Il explore ces courants dans le domaine germanique – à savoir, ceux qui à la fin du XVIIIe siècle et dans la première partie du XIXe siècle relèvent de la franc-maçonnerie, de la théosophie chrétienne, de l'alchimie, des néo-kabbales, du magnétisme animal, de la naturphilosophie, du spiritisme... Malgré nombre d'articles destinés à des travaux relevant très précisément de l’Histoire des courants ésotériques modernes et contemporains, tels que le Dictionary of Gnosis and Western Esotericism (Leyde, 2005), il s'est généralement tenu à l'écart des débats et des programmes d'ordre méthodologique qui appartiennent souvent à la spécialité.

## Publications

### Ouvrages
- Le Bernois Friedrich Herbort (1764-1833) et l'ésotérisme chrétien en Suisse à l'époque romantique, thèse de troisième cycle publiée chez Peter Lang, Berne, 1983, 440 p.
- Deux traités alchimiques : 
  - Le Compendium Hermeticum de Friedrich Herbort
  - La Table d'Émeraude de Johann Friedrich von Meyer (traduction et commentaire par Jacques Fabry), Nice: Bélisane, 1988, XXVI + 66 + 8 p.
- Le Théosophe de Francfort Johann Friedrich von Meyer (1772-1849) et l'ésotérisme en Allemagne au XIXe siècle, thèse de doctorat d'État publiée chez Peter Lang, Berne, 1989, 2 volumes, 1 256 p.
- Johann Heinrich Jung-Stilling. Esotérisme chrétien et prophétisme apocalyptique, Berne, Peter Lang, 2003, 207 p.
- Kosmologie und Pneumatologie bei Jung-Stilling. Der "theosophische Versuch" und die "Blicke in die Geheimnisse der Naturweisheit", Jung-Stilling-Gesellschaft, Siegen, 2006, 174 p.
- Visions de l'au-delà et tables tournantes dans l'Allemagne des XVIIIe et XIXe siècles, Presses universitaires de Vincennes, Saint-Denis, 2009.
- Hermès Trismégiste et le rêve alchimique. Imaginaire symbolique et rationalité, éditions du Moulin de l'étoile, 41160 Busloup, 2013, 387 p.
- Un Maître de la tradition hermétique au XIXe siècle. Johann Friedrich von Meyer (1772-1849). Théosophie, alchimie, Kabbale, franc-maçonnerie, Éditions Signatura, Le Défens, 84750 Saint-Martin-de-Castillon, 2014, 253 p.

### Éditions de textes
- Édition de huit lettres inédites de Friedrich Herbort et de cinq de Friedrich Rudolf Saltzmann, dans la contribution collective « Calendrier perpétuel 1801-1870 » par J. Fabry, A. Faivre, N. Jacques-Chaquin & S. Michaud, p. 13–44 in Les Cahiers de Saint-Martin, n° 3, Nice: Bélisane, 1980.

### Articles
- « Johann Friedrich von Meyer et Louis-Claude de Saint-Martin », in Les Cahiers de Saint- Martin, Nice: Bélisane, nr. 4, 1983, p. 28–42.
- « La Kabbale chrétienne en Italie au XVIe siècle », in Kabbalistes chrétiens, Paris: Albin Michel (Cahiers de l'Hermétisme), 1979, p. 49–64.
- « Johann Friedrich von Meyer et la franc-maçonnerie mystique », en quatre livraisons in Les cahiers Villard de Honnecourt : n° 8, 1984, p. 131–143; n° 9, p. 144–155; n° 10, 1985, p. 187–212; n° 11, 1985, p. 107–128.
- « Prophétisme apocalyptique et millénarisme : l'exemple de J. H. Jung-Stilling », in L'imaginaire des apocalypses, Paris/Caen: Lettres modernes Minard ('Bibliothèque Circé 4'), 2003, p. 163–172.
- « Chute, réintégration et régénération de l'homme d'après le Tableau naturel de L.- Cl. de Saint-Martin », in L'imaginaire des apocalypses, Paris/Caen: Lettres Modernes Minard ('Bibliothèque Circé 4'), 2003, p. 173–182.
- « Mozart et l'art lyrique », in Points de vue initiatiques, 1991, n° 82, p. 29–35.

### Comptes rendus et préfaces
- C r. (intitulé «La révélation primitive selon Pierre Gordon») de plusieurs ouvrages de Pierre Gordon, in Aries, 1984, no 2, p. 38–48.
- C. r. de Les Vierges noires de Pierre Gordon (1983), in Aries, n° 3, 1984, p. 104–117.
- C. r. de Le Théosophe alsacien F.R. Saltzmann et les milieux spirituels de son temps (1985) de Jules Keller, in Aries, n° 4, 1986, p. 107–111.
- C. r. (intitulé «Emanuel Swedenborg, savant naturaliste et connaisseur du monde invisible») de plusieurs ouvrages consacrés à Swedenborg, in Aries, n° 20, 1996. p. 5–28.
- C. r. de Philosophie de la Nature. Physique sacrée et théosophie (1996) d'Antoine Faivre, in Études Germaniques, n° 3, 1997, p. 438–440.
- C. r. (intitulé «La révélation primitive selon Pierre Gordon») de diverses publications de Pierre Gordon, in Points de vue initiatiques, n° 107, 1997, p. 73–86.
- C. r. (intitulé «L'astronomie, Reine des Sciences, selon Paracelse») de La Grande Astronomie ou la philosophie des vrais sages. Philosophia Sagax, Pierre Deghaye éd., 2000), in Études Germaniques, octobre-décembre 2000, p. 827–829.
- C. r. (intitulé «Esprits et revenants dans l'Alsace des XVIIIe et XIXe siècles») du livre de Jules Keller Die Jenseitige Welt ist nicht verschlossen (2001), in Études Germaniques, n° 57-1, 2002, p. 131–135.
- Préface au collectif Science et Gnose (Actes du colloque des 4-5 juin 1993), n° 17 de Aries, 1997, p. 3–11.
- Préface à L'origine de l'humanité d'après les traditions anciennes, de Pierre Gordon, éditions Arma Artis, La Bégude de Mazenc, 2001, p. 7–14.
- Préface à Ce que fut le déluge, de Pierre Gordon, éditions Signatura, Paris, 2006, p. 7–10.

### Contributions à des dictionnaires et encyclopédies
- « J. Kerner », « J. F. von Meyer », « F. A. Mesmer », « F. R. Saltzmann », in Encyclopédie philosophique universelle (André Jacob, éd.), Paris, Presses universitaires de France, vol. 3, 1992.
- « Théosophie », p. 1291–1293, in Dictionnaire encyclopédique de l'ésotérisme (Jean Servier, éd.), Paris, Presses universitaires de France, 1992.
- « K. von Eckartshausen », p. 326–328; « J. H. Jung-Stilling », p. 655–656; « J. Fr. von Meyer », p. 787–788; in Dictionary of Gnosis and Western Esotericism (A. Faivre, J.-P. Brach, R. van den Broek, W. J. Hanegraaff, éd.), Leyde, E. J. Brill, 2005.